# Laboratorija zvuka
Laboratorija zvuka bila je novosadska novovalna grupa nastala 1978. godine u tadašnjoj SFRJ.
Sadržavao je reggae i ska ritmove s kombinacijom erotskih i duhovitih tekstova. Prepoznatljiv po svom ekscentričnom nastupu inspiriranom cirkuskim predstavama, ova skupina je ostavljala trag na tadašnjoj sceni.
Među najznačajnijim članovima benda bili su osnivači braća Vranešević, Predrag i Mladen. Grupa je poznata i po glazbi za razne TV serije, između ostalih Poletarac i Neven, kao i filmove Još ovaj put (redatelja Dragana Kresoje) i Poslednja trka (dječji igrani film redatelja Jovana Rančića).

## Albumi

### Studijski albumi
- Telo (1978., Jugoton)
- Duboko u tebi (1982., Jugoton)
- Nevinost (1986., Jugoton)

### Singlice
- Dok vam je još vreme (1978., PGP RTB)
- Ko ne zna da se smeši (1979., PGP RTB)
- Kad postanem slab i star (1979., PGP RTB)
- Mod-Deran (1980., Jugoton)
- Poletarac (1980., Jugoton)
- Još ovaj put (1983., Jugoton)

## Festivali
- 1978. godine Opatija - Dok vam je još vreme (Večer šansona i slobodnih formi)
- 1978. godine Jugoslavenski festival revolucionarnih i rodoljubivih pjesama - Što to niče ispod naših šaka

## Vanjske poveznice
- laboratorija zvuka. Diskografija. Pristupljeno 29. siječnja 2019.